# Паулінью (футболіст)
Жозе Паулу Безерра Масіел Жуніор (порт. José Paulo Bezerra Maciel Júnior; нар. 25 липня 1988, Сан-Паулу), більш відомий як Паулінью (порт. Paulinho) — бразильський футболіст, півзахисник бразильського клубу «Корінтіанс» та національної збірної Бразилії.

## Клубна кар'єра
Народився 25 липня 1988 року в місті Алатрі. Вихованець юнацьких команд футбольних клубів «Португеза Деспортос» та «Пан де Асукар».
У дорослому футболі дебютував 2006 року виступами за «Жувентус Сан-Паулу». Проте майже відразу перейшов у литовський «Вільнюс», де провів упевнений сезон. Проте в команді почалися проблеми з фінансами — Паулінью перейшов до польського клубу ЛКС (Лодзь), де провів 17 матчів у чемпіонаті Польщі. Після цього повернувся в «Пан де Асукар», що виступав у 4 дивізіоні Ліги Паулісти.
2009 року перейшов у «Брагантіно», який виступав у Серії В, де зарекомендував себе хорошим півзахисником.
Своєю грою за останню команду привернув увагу представників тренерського штабу «Корінтіанса», до складу якого приєднався 2010 року. Більшість часу, проведеного у складі «Корінтіансу», був основним гравцем команди. У складі нової команди виграв низку національних титулів, а також Кубок Лібертадорес та Клубний чемпіонат світу.
2 липня 2013 року перейшов до англійського клубу «Тоттенгем Готспур» за 17 млн євро. Дебютував за клуб на офіційному рівні в матчі першого туру чемпіонату Англії проти команди Крістал Пелес.
29 червня було офіційно оголошено про перехід гравця до китайського клубу «Гуанчжоу Евергранд». Сума трансферу склала 14 млн євро, а контракт було підписано до 2019 року.
Виступаючи у Китаї, півзахисник не зник з поля зору провідних європейських клубів, і 14 серпня 2017 року було оголошено, що іспанська «Барселона» погодился сплатити китайському клубу прописані у діючому контракті бразильця відступні у розмірі 40 мільйонів євро і уклала з ним контракт. Повернувшись до Європи, Паулінью відразу закріпився в основному складі іспанського гранда, зокрема у своєму першому і переможному для «Барселони» сезоні Ла-Ліги взяв участь у 34 матчах, забивши 9 голів.
Влітку 2018 року Паулінью повернувся до «Гуанчжоу Евергранд» на правах річної оренди.

## Виступи за збірну
14 вересня 2011 року дебютував в офіційних матчах у складі національної збірної Бразилії на Суперкласіко де лас Амерікас.
У складі збірної був учасником розіграшу Кубка Конфедерацій 2013 року у Бразилії. Наступного року був учасником також домашнього для бразильців чемпіонату світу. На світовій першості виходив у стартовому складі у всіх матчах групового етапу та у грі чвертьфіналу. Півфінальну гру проти збірної Німеччини розпочинав на лаві для запасних і вийшов на поле по перерві, коли його команда вже програвала з рахунком 0:5, не зміг допомогти команді уникнути розгрому з остаточним рахунком 1:7. В останній для бразильців грі мундіалю, матчі за третє місце, програному Нідерландам з рахунком 0:3, знову був в основному складі.
У травні 2018 року був включений до заявки збірної Бразилії для участі у своїй другій світовій першості — тогорічному чемпіонаті світу.
| Дата       | Місто                   | Господарі      | Результат               | Гості      | Турнір                            | Голи | Примітки |
| ---------- | ----------------------- | -------------- | ----------------------- | ---------- | --------------------------------- | ---- | -------- |
| 14-9-2011  | Кордова                 | Аргентина      | 0 – 0                   | Бразилія   | Суперкласіко де лас Амерікас 2011 | -    | 87'      |
| 15-8-2012  | Стокгольм               | Швеція         | 0 – 3                   | Бразилія   | товариський матч                  | -    | 89'      |
| 7-9-2012   | Сан-Паулу               | Бразилія       | 1 – 0                   | ПАР        | товариський матч                  | -    | 63'      |
| 19-9-2012  | Гоянія                  | Бразилія       | 2 – 1                   | Аргентина  | Суперкласіко де лас Амерікас 2012 | 1    | 80'      |
| 11-10-2012 | Мальме                  | Бразилія       | 6 – 0                   | Ірак       | товариський матч                  | -    | 89'      |
| 16-10-2012 | Вроцлав                 | Японія         | 0 – 4                   | Бразилія   | товариський матч                  | 1    |          |
| 14-11-2012 | Іст-Ратерфорд           | Бразилія       | 1 – 1                   | Колумбія   | товариський матч                  | -    |          |
| 21-11-2012 | Буенос-Айрес            | Аргентина      | 2 – 1 д.ч. (3 – 4 п.п.) | Бразилія   | Суперкласіко де лас Амерікас 2012 | -    |          |
| 6-2-2013   | Лондон                  | Англія         | 2 – 1                   | Бразилія   | товариський матч                  | -    | 62'      |
| 6-4-2013   | Санта-Крус-де-ла-Сьєрра | Болівія        | 0 – 4                   | Бразилія   | товариський матч                  | -    |          |
| 24-4-2013  | Белу-Оризонті           | Бразилія       | 2 – 2                   | Чилі       | товариський матч                  | -    |          |
| 2-6-2013   | Ріо-де-Жанейро          | Бразилія       | 2 – 2                   | Англія     | товариський матч                  | 1    | 84'      |
| 9-6-2013   | Порту-Алегрі            | Бразилія       | 3 – 0                   | Франція    | товариський матч                  | -    | 87'      |
| 15-6-2013  | Бразиліа                | Бразилія       | 3 – 0                   | Японія     | Кубок Конфедерацій                | 1    |          |
| 19-6-2013  | Форталеза               | Бразилія       | 2 – 0                   | Мексика    | Кубок Конфедерацій                | -    |          |
| 26-6-2013  | Белу-Оризонті           | Бразилія       | 2 – 1                   | Уругвай    | Кубок Конфедерацій                | 1    |          |
| 30-6-2013  | Ріо-де-Жанейро          | Бразилія       | 3 – 0                   | Іспанія    | Кубок Конфедерацій                | -    | 88'      |
| 14-8-2013  | Базель                  | Швейцарія      | 1 – 0                   | Бразилія   | товариський матч                  | -    |          |
| 7-9-2013   | Бразиліа                | Бразилія       | 6 – 0                   | Австралія  | товариський матч                  | -    | 62'      |
| 10-9-2013  | Фоксборо (Массачусетс)  | Бразилія       | 3 – 1                   | Португалія | товариський матч                  | -    | 83'      |
| 12-10-2013 | Сеул                    | Південна Корея | 0 – 2                   | Бразилія   | товариський матч                  | -    | 68'      |
| 15-10-2013 | Пекін                   | Бразилія       | 2 – 0                   | Замбія     | товариський матч                  | -    | 63'      |
| 16-11-2013 | Маямі-Ґарденс           | Гондурас       | 0 – 5                   | Бразилія   | товариський матч                  | -    |          |
| 19-11-2013 | Торонто                 | Бразилія       | 2 – 1                   | Чилі       | товариський матч                  | -    | 38' 84'  |
| 5-3-2014   | Йоганнесбург            | ПАР            | 0 – 5                   | Бразилія   | товариський матч                  | -    | 46'      |
| 6-6-2014   | Сан-Паулу               | Бразилія       | 1 – 0                   | Сербія     | товариський матч                  | -    | 65'      |
| 12-6-2014  | Сан-Паулу               | Бразилія       | 3 – 1                   | Хорватія   | ЧС 2014 - 1-й етап                | -    | 63'      |
| 17-6-2014  | Форталеза               | Бразилія       | 0 – 0                   | Мексика    | ЧС 2014 - 1-й етап                | -    |          |
| 23-6-2014  | Бразиліа                | Камерун        | 1 – 4                   | Бразилія   | ЧС 2014 - 1-й етап                | -    | 46'      |
| 4-7-2014   | Форталеза               | Бразилія       | 2 – 1                   | Колумбія   | ЧС 2014 - чвертьфінал             | -    | 86'      |
| 8-7-2014   | Белу-Оризонті           | Бразилія       | 1 – 7                   | Німеччина  | ЧС 2014 - півфінал                | -    | 46'      |
| 12-7-2014  | Бразиліа                | Бразилія       | 0 – 3                   | Нідерланди | ЧС 2014 - гра за третє місце      | -    | 57'      |
| 1-9-2016   | Кіто                    | Еквадор        | 0 – 3                   | Бразилія   | Відбір до ЧС 2018                 | -    | 30'      |
| 6-9-2016   | Манаус                  | Бразилія       | 2 – 1                   | Колумбія   | Відбір до ЧС 2018                 | -    | 33' 71'  |
| 11-10-2016 | Мерида                  | Венесуела      | 0 – 2                   | Бразилія   | Відбір до ЧС 2018                 | -    | 73'      |
| 10-11-2016 | Белу-Оризонті           | Бразилія       | 3 – 0                   | Аргентина  | Відбір до ЧС 2018                 | 1    |          |
| 16-11-2016 | Ліма                    | Перу           | 0 – 2                   | Бразилія   | Відбір до ЧС 2018                 | -    |          |
| 23-3-2017  | Монтевідео              | Уругвай        | 1 – 4                   | Бразилія   | Відбір до ЧС 2018                 | 3    |          |
| 28-3-2017  | Сан-Паулу               | Бразилія       | 3 – 0                   | Парагвай   | Відбір до ЧС 2018                 | -    |          |
| 9-6-2017   | Мельбурн                | Бразилія       | 0 – 1                   | Аргентина  | товариський матч                  | -    | 79'      |
| 13-6-2017  | Мельбурн                | Австралія      | 0 – 4                   | Бразилія   | товариський матч                  | -    | 83'      |
| 31-8-2017  | Порту-Алегрі            | Бразилія       | 2 – 0                   | Еквадор    | Відбір до ЧС 2018                 | 1    |          |
| 5-9-2017   | Барранкілья             | Колумбія       | 1 – 1                   | Бразилія   | Відбір до ЧС 2018                 | -    | кап.     |
| 5-10-2017  | Ла-Пас                  | Болівія        | 0 – 0                   | Бразилія   | Відбір до ЧС 2018                 | -    | 81'      |
| 10-10-2017 | Сан-Паулу               | Бразилія       | 3 – 0                   | Чилі       | Відбір до ЧС 2018                 | 1    |          |
| 14-11-2017 | Лондон                  | Англія         | 0 – 0                   | Бразилія   | товариський матч                  | -    |          |
| 23-3-2018  | Москва                  | Росія          | 0 – 3                   | Бразилія   | товариський матч                  | 1    | 71'      |
| 27-3-2018  | Берлін                  | Німеччина      | 0 – 1                   | Бразилія   | товариський матч                  | -    |          |
| 3-6-2018   | Ліверпуль               | Бразилія       | 2 – 0                   | Хорватія   | товариський матч                  | -    |          |
| 10-6-2018  | Відень                  | Австрія        | 0 – 3                   | Бразилія   | товариський матч                  | -    |          |
| 17-6-2018  | Ростов-на-Дону          | Бразилія       | 1 – 1                   | Швейцарія  | ЧС 2018 - 1-й етап                | -    | 61'      |
| 22-6-2018  | Санкт-Петербург         | Бразилія       | 2 – 0                   | Коста-Рика | ЧС 2018 - 1-й етап                | -    | 68'      |
| 27-6-2018  | Москва                  | Сербія         | 0 – 2                   | Бразилія   | ЧС 2018 - 1-й етап                | 1    | 66'      |
| 2-7-2018   | Самара                  | Бразилія       | 2 – 0                   | Мексика    | ЧС 2018 - 1/8 фіналу              | -    | 80'      |
| 6-7-2018   | Казань                  | Бразилія       | 1 – 2                   | Бельгія    | ЧС 2018 - чвертьфінал             | -    | 73'      |
| Усього     |                         | Матчів         | 55                      |            | Голів                             | 13   |          |

## Титули і досягнення
- Чемпіон Бразилії (1):

«Корінтіанс»: 2011
- Переможець Ліги Пауліста (1):

«Корінтіанс»: 2013
- Володар Кубка Лібертадорес (1):

«Корінтіанс»: 2012
- Клубний чемпіон світу (1):

«Корінтіанс»: 2012
- Чемпіон Китаю (3):

«Гуанчжоу Евергранд»: 2015, 2016, 2019
- Володар Кубка Китаю (1):

«Гуанчжоу Евергранд»: 2016
- Володар Суперкубка Китаю (2):

«Гуанчжоу Евергранд»: 2016, 2017
- Переможець Ліги чемпіонів АФК (1):

«Гуанчжоу Евергранд»: 2015
- Володар Кубка Іспанії (1):

«Барселона»: 2017-18
- Чемпіон Іспанії (1):

«Барселона»: 2017-18

### Збірна
- Переможець Суперкласіко де лас Амерікас: 2011, 2012
- Переможець Кубка конфедерацій: 2013